# Portulaca
Genre
Classification APG III (2009)
Portulaca est un genre de plantes de la famille des Portulacaceae qui comprend à l'heure actuelle de 40 à 100 espèces, (probablement beaucoup plus).
Le nom est une déformation, par métathèse, du latin porcacla ; cette plante ayant été donnée, dès l'antiquité, aux porcs. Le médecin Oribase en fit le synonyme de porcillagine herba. Parmi les noms vernaculaires de cette plante on trouve porcelaine et pourpier.

## Principales espèces
- Portulaca amilis Speg.
- Portulaca andicola
- Portulaca biloba Urban
- Portulaca boliviensis
- Portulaca caulerpoides Britt. & Wilson ex Britt.
- Portulaca cryptopetala
- Portulaca elatior
- Portulaca elongata
- Portulaca eruca
- Portulaca fluvialis
- Portulaca fragilis
- Portulaca gilliesii
- Portulaca gracilis
- Portulaca grandiflora Hook.
- Portulaca halimoides L.
- Portulaca insularis
- Portulaca lanuginosa
- Portulaca longiusculotuberculata
- Portulaca lutea Soland. ex G.Forst.
- Portulaca molokiniensis Hobdy
- Portulaca mucronata
- Portulaca oleracea L. - Pourpier
- Portulaca papulosa
- Portulaca pedicellata
- Portulaca perennis
- Portulaca pilosa L.
- Portulaca psammotropha
- Portulaca quadrifida L.
- Portulaca rotundifolia
- Portulaca rubricaulis Kunth
- Portulaca sclerocarpa Gray
- Portulaca smallii P.Wilson
- Portulaca suffrutescens Engelm.
- Portulaca teretifolia Kunth
- Portulaca umbraticola Kunth
- Portulaca villosa Cham.

## Culture
De nombreux hybrides existent pour l'ornement.
Ce sont généralement des hybrides de P. grandiflora, oleracea, umbraticola, villosa.